# Svenskt Respitsystem
Svenskt Respitsystem SRS (tidigare LYS eller SweLYS) är ett handicapsystem för kappsegling i Norden.

## Historisk bakgrund
Det tidigare namnet LYS var en akronym för Leading Yard Stick (ursprungligen Lidingö Yard Stick). 1970 publicerade Lars-Olof Norlin den första LYS-tabellen i Svenska Kryssarklubbens medlemstidning På Kryss & Till Rors. Norlin hade gjort omfattande analyser av resultatlistor från kappseglingen Lidingö Runt, och satte därvid sin egen båtkonstruktion Allegro 27 till LYS 1,0.
1979 tog Svenska Seglarförbundet över huvudmannaskapet för LYS-systemet och i mitten av 1980-talet ersattes den statistiska bearbetningen av kappseglingsresultat för bestämning av respittal med en metod som syftar till respittal som är "rensade" från besättningsinverkan.
Namnet byttes 2009 till SRS.
Under 2011-talet och framåt gjordes en mycket omfattande revision och respittal baseras huvudsakligen idag på en hemlig beräkningsformel som avser avspegla båtens prestanda.

## SRS-grupper och användning
Det finns tre SRS-grupper med olika tabeller för varje grupp. Grupperna är kölbåtar, flerskrovsbåtar och jollar. Båtar från dessa tre grupper kan tävla mot varandra i SRS-systemet men det rekommenderas inte genom att skillnaden mellan grupperna är alltför stor för att ge helt rättvisande resultat. Den största gruppen segelbåtar är kölbåtarna, både till antalet båttyper och sett till användning av systemet. SRS-systemet används mycket sällan för jollar som oftast tävlar i entypsklasser, som exempelvis kappseglingar omfattande enbart Optimistjollar eller enbart Laser Standard respektive Laser Radial. 
SRS-reglerna finns i tre versioner där Del 1 och 3 är lika medan Del 2 är specifik för respektive båtkategori. Det vill säga det finns klassregler för standardbåtar, klassregler för klassbåtar samt klassregler för mätbrevsbåtar. Standardbåtar är sådana båtar som är listade som sådana i SRS-tabellen samt som är i ett standardutförande med skrov, skrovbihang, inredning och rigg som båttypen levererats i. Även klassbåtar ska vara listade i SRS-tabellen och ska uppfylla klassreglerna i konfigurationen för klasseglingar. Mätbrevsbåtar är båtar som ej är listade i SRS-tabellen eller som avviker från standard eller klassregel. 
SRS används bland annat vid kappseglingarna Lidingö Runt och Tjörn Runt men inte minst vid otaliga lokala tävlingar då SRS-systemet verkligen visar sin styrka med att göra det möjligt för olika typ av båtar att tävla mot varandra under relativt rättvisande förhållanden. SRS-talet ger också ett bra riktvärde för hur snabbseglande en båt är jämfört med andra båtar vid ett båtköp, där man är ute efter en bra kompromiss mellan goda seglingsegenskaper och andra egenskaper som platsutrymme för en familj etc.
Båtar som inte finns i tabellerna kan ansöka om mätbrev.

## Andra respitsystem
- ORC International (ORCi). Internationationellt respitsystem, baserat på International Measurement System (IMS), administrerat av Offshore Racing Congress (ORC). För att få ett ORCi-mätbrev krävs omfattande mätningar av skrov, segel och rigg såväl på land som i sjön. Båtar som redan är skrovmätta klarar sig med något enklare mätningar. Systemet administreras i Sverige av Svenska Seglarförbundet.

- ORC-Club. En enklare variant av ORCi som inte kräver mätning utförd av en mätman. Ägaren kan själv mäta sin båt och ansvarar för att inlämnade uppgifter är korrekta. Systemet administreras i Sverige av Svenska Seglarförbundet.

- IRC. Internationellt respitsystem med hemlig bedömningsprincip administrerat gemensamt av Royal Ocean Racing Club (RORC), Storbritannien, och Union National pour la Course au Large (UNCL), Frankrike. Systemet administreras i Sverige av Svenska Seglarförbundet.

- Offshore Racing Rule (ORR). Amerikanskt respitsystem administrerat av US Sailing.

- United States Performance Handicap Racing Fleet (PHRF). Amerikanskt empiriskt respitsystem administrerat av US Sailing.

- Portsmouth Yardstick (PYS). Brittiskt empiriskt respitsystem aministrerat av Royal Yachting Association (RYA).

- Handicap National (HN). Franskt empiriskt respitsystem administrerat av FF Voile (FFV).

- Dansk Handicap (DH). Danskt respitsystem administrerat av Dansk Sejlunion (DS).